# Gran Premio motociclistico delle Nazioni 1979
Il Gran Premio motociclistico delle Nazioni fu il quarto appuntamento del motomondiale 1979.
Si svolse il 12 e 13 maggio 1979 a Imola (sabato 12 la 125, domenica 13 le altre classi) alla presenza di circa 80.000 spettatori, e corsero tutte le classi tranne le due categorie dei sidecar.
In 500 vinse Kenny Roberts, ma l'eroe della giornata fu Virginio Ferrari, secondo nonostante una brutta caduta in prova.
Nella gara della 350 Kork Ballington fu costretto a ritirarsi per guai meccanici; a vincere fu il compagno di scuderia Gregg Hansford. Il sudafricano vinse la 250.
La 125 vide la 55ª vittoria iridata di Ángel Nieto.
In 50 Eugenio Lazzarini ebbe vita facile. Assente il campione uscente della categoria Ricardo Tormo, infortunatosi nelle prove.

## Classe 500

### Arrivati al traguardo
| Pos | Pilota             | Moto          | Tempo     | Punti |
| --- | ------------------ | ------------- | --------- | ----- |
| 1   | Kenny Roberts      | Yamaha        | 59' 17" 0 | 15    |
| 2   | Virginio Ferrari   | Suzuki        | +10" 9    | 12    |
| 3   | Tom Herron         | Suzuki        | +17" 4    | 10    |
| 4   | Barry Sheene       | Suzuki        | +31" 9    | 8     |
| 5   | Mike Baldwin       | Suzuki        | +40" 6    | 6     |
| 6   | Bernard Fau        | Suzuki        | +51" 0    | 5     |
| 7   | Jack Middelburg    | Suzuki        | +55" 0    | 4     |
| 8   | Philippe Coulon    | Suzuki        | +1' 01" 0 | 3     |
| 9   | Graziano Rossi     | Morbidelli    | +1' 39" 7 | 2     |
| 10  | Giovanni Pelletier | Suzuki        | +1 giro   | 1     |
| 11  | Steve Parrish      | Suzuki        | +1 giro   |       |
| 12  | Max Wiener         | Suzuki        | +1 giro   |       |
| 13  | Alex George        | Cagiva-Suzuki | +1 giro   |       |
| 14  | Werner Nenning     | Suzuki        | +1 giro   |       |
| 15  | Seppo Rossi        | Suzuki        | +1 giro   |       |
| 16  | Raffaele Pasqual   | Suzuki        | +1 giro   |       |
| 17  | Sergio Pellandini  | Suzuki        | +2 giri   |       |

### Ritirati
| Pilota            | Moto   | Motivo ritiro             |
| ----------------- | ------ | ------------------------- |
| Christian Sarron  | Yamaha |                           |
| Leandro Becheroni | Yamaha |                           |
| Franco Uncini     | Suzuki | problemi alle sospensioni |
| Boet van Dulmen   | Suzuki | problemi al motore        |
| Wil Hartog        | Suzuki | caduta                    |
| Carlo Perugini    | Suzuki | incidente                 |
| Lorenzo Ghiselli  | Suzuki | problemi al motore        |
| Dennis Ireland    | Suzuki | problemi al motore        |
| Marco Lucchinelli | Suzuki |                           |
| Mick Grant        | Suzuki | problemi al motore        |
| Michel Rougerie   | Suzuki | problemi al motore        |
| Gianni Rolando    | Suzuki | incidente                 |
| Carlo Paganini    | Suzuki | problemi al motore        |
| Hiroyuki Kawasaki | Suzuki |                           |
| Gregorio Mariani  | Suzuki |                           |

### Non qualificati
| Pilota             | Moto   |
| ------------------ | ------ |
| Peter Sjöström     | Suzuki |
| Jürgen Steiner     | Suzuki |
| Sandro Moro        | Suzuki |
| Corrado Tuzii      | Suzuki |
| Mario Prattichizzo | Suzuki |
| Carlo Prati        | Suzuki |
| Stefano Bonetti    | Suzuki |
| Giovanni Pretto    | Suzuki |

## Classe 350

### Arrivati al traguardo
| Pos | Pilota            | Moto     | Tempo     | Punti |
| --- | ----------------- | -------- | --------- | ----- |
| 1   | Gregg Hansford    | Kawasaki | 52' 42" 6 | 15    |
| 2   | Sadao Asami       | Yamaha   | +11" 4    | 12    |
| 3   | Patrick Fernandez | Yamaha   | +12" 8    | 10    |
| 4   | Anton Mang        | Kawasaki | +15" 1    | 8     |
| 5   | Jeffrey Sayle     | Yamaha   | +1' 02" 8 | 6     |
| 6   | Murray Sayle      | Yamaha   | +1' 43" 9 | 5     |
| 7   | Eddy Elias        | Yamaha   | +1' 53" 5 | 4     |
| 8   | Reinhold Roth     | Yamaha   | +1 giro   | 3     |
| 9   | Adelio Faccioli   | Yamaha   |           | 2     |
| 10  | Yoshimi Matsumoto | Yamaha   |           | 1     |

### Ritirati
| Pilota            | Moto          | Motivo ritiro |
| ----------------- | ------------- | ------------- |
| Kork Ballington   | Kawasaki      | avaria        |
| Vanes Francini    | Yamaha        |               |
| Éric Saul         | Yamaha        |               |
| Richard Hubin     | Yamaha        |               |
| Roland Freymond   | Yamaha        |               |
| Walter Villa      | Yamaha        |               |
| Michel Rougerie   | Bimota-Yamaha |               |
| Gianfranco Bonera | Yamaha        |               |
| Giorgio Avveduti  | Yamaha        |               |
| Edi Stöllinger    | Kawasaki      |               |
| Patrick Pons      | Yamaha        |               |
| Massimo Matteoni  | Yamaha        |               |
| Pentti Korhonen   | Yamaha        |               |
| Alan North        | Yamaha        |               |
| Randy Mamola      | Yamaha        |               |
| Jon Ekerold       | Yamaha        | caduta        |
| Barry Ditchburn   | Kawasaki      |               |
| Raul Martini      | Yamaha        |               |
| Mario Lega        | Yamaha        |               |
| Max Wiener        | Yamaha        |               |
| Vic Soussan       | Yamaha        |               |
| Christian Estrosi | Kawasaki      |               |

### Non qualificati
| Pilota            | Moto   |
| ----------------- | ------ |
| Giuseppe Consalvi | Yamaha |
| Eero Hyvärinen    | Yamaha |
| Chas Mortimer     | Yamaha |
| Attilio Riondato  | Yamaha |
| Walter Migliorati | Yamaha |
| Michel Frutschi   | Yamaha |
| Kenny Blake       | Yamaha |
| Angelo Monduzzi   | Yamaha |
| Arturo Venanzi    | Yamaha |

| Pilota              | Moto            |
| ------------------- | --------------- |
| Patrick de Radiguès | Yamaha          |
| Wolland             | Yamaha          |
| Olivier Chevallier  | Yamaha          |
| Olivier Liégeois    | Yamaha          |
| Etienne Geeraerdt   | Yamaha          |
| Paolo Niccoli       | Yamaha          |
| Peter Baláž         | Harley-Davidson |
| Hubert Rigal        | Yamaha          |
| Giorgio Gabellini   | Yamaha          |

## Classe 250

### Arrivati al traguardo
| Pos | Pilota              | Moto      | Tempo     | Punti |
| --- | ------------------- | --------- | --------- | ----- |
| 1   | Kork Ballington     | Kawasaki  | 49' 01" 0 | 15    |
| 2   | Randy Mamola        | Adriatica | +27" 3    | 12    |
| 3   | Barry Ditchburn     | Kawasaki  | +56" 0    | 10    |
| 4   | Walter Villa        | Yamaha    | +56" 1    | 8     |
| 5   | Jean-François Baldé | Kawasaki  | +1' 31" 4 | 6     |
| 6   | Patrick Fernandez   | Yamaha    | +1' 33" 0 | 5     |
| 7   | Paolo Pileri        | Yamaha    | +1' 42" 4 | 4     |
| 8   | Massimo Matteoni    | Yamaha    | +1' 43" 4 | 3     |
| 9   | Pentti Korhonen     | Yamaha    | +1' 49" 8 | 2     |
| 10  | Thierry Espié       | Yamaha    | +1' 52" 8 | 1     |
| 11  | Richard Hubin       | Yamaha    | +1' 55" 0 |       |
| 12  | Roland Freymond     | Yamaha    | +1' 59" 2 |       |
| 13  | Olivier Chevallier  | Yamaha    | +1 giro   |       |
| 14  | Reino Eskelinen     | Yamaha    | +1 giro   |       |
| 15  | Giuseppe Consalvi   | Yamaha    | +1 giro   |       |

### Ritirati
| Pilota              | Moto       | Motivo ritiro      |
| ------------------- | ---------- | ------------------ |
| Graziano Rossi      | Morbidelli | rottura del motore |
| Gregg Hansford      | Kawasaki   |                    |
| Vic Soussan         | Yamaha     |                    |
| Mario Lega          | Yamaha     |                    |
| Anton Mang          | Kawasaki   |                    |
| Christian Estrosi   | Kawasaki   |                    |
| Gianpaolo Marchetti | Yamaha     |                    |
| Germano Conti       | Yamaha     |                    |
| Franco Marcheggiani | Yamaha     |                    |
| Edi Stöllinger      | Kawasaki   |                    |
| Hubert Rigal        | Yamaha     |                    |
| Hans Müller         | Yamaha     |                    |
| Mike Baldwin        | Yamaha     |                    |
| Franco Solari       | Yamaha     |                    |
| Chas Mortimer       | Yamaha     |                    |
| Guy Bertin          | Yamaha     |                    |
| Jon Ekerold         | Yamaha     |                    |

### Non qualificati
| Pilota            | Moto      |
| ----------------- | --------- |
| Bert Struijk      | Yamaha    |
| Alan North        | Yamaha    |
| Raymond Roche     | Yamaha    |
| Éric Saul         | Yamaha    |
| Giorgio Avveduti  | Yamaha    |
| René Delaby       | Yamaha    |
| Edoardo Alemán    | Yamaha    |
| Jean-Marc Toffolo | Armstrong |
| Emilio Rigamonti  | Yamaha    |

| Pilota                       | Moto   |
| ---------------------------- | ------ |
| Rossano Mancinelli           | Yamaha |
| Paolo Ferretti               | Yamaha |
| Gabriele Cantone             | Yamaha |
| Fernando González De Nicolás | Yamaha |
| Reinhold Roth                | Yamaha |
| Pierluigi Conforti           | Yamaha |
| Alain Béraud                 | Yamaha |
| Rudolf Weiss                 | Yamaha |
| Carlos Morante               | Yamaha |

## Classe 125

### Arrivati al traguardo
| Pos | Pilota               | Moto       | Tempo     | Punti |
| --- | -------------------- | ---------- | --------- | ----- |
| 1   | Ángel Nieto          | Minarelli  | 45' 56" 5 | 15    |
| 2   | Thierry Espié        | Motobécane | +4" 2     | 12    |
| 3   | Maurizio Massimiani  | MBA        | +18" 7    | 10    |
| 4   | Bruno Kneubühler     | MBA        | +36" 4    | 8     |
| 5   | Hans Müller          | MBA        | +50" 0    | 6     |
| 6   | Eugenio Lazzarini    | Morbidelli | +54" 6    | 5     |
| 7   | Pierluigi Conforti   | MBA        | +1' 02" 6 | 4     |
| 8   | August Auinger       | Morbidelli | +1' 04" 3 | 3     |
| 9   | Stefano Ferretti     | Morbidelli | +1' 32" 8 | 2     |
| 10  | Per-Edvard Carlsson  | MBA        | +1' 33" 6 | 1     |
| 11  | Matti Kinnunen       | MBA        | +1' 34" 0 |       |
| 12  | Thierry Noblesse     | Morbidelli | +1' 37" 5 |       |
| 13  | Rolf Blatter         | Morbidelli | +1' 37" 9 |       |
| 14  | Pierluigi Aldrovandi | MBA        | +2' 03" 5 |       |
| 15  | Roberto D'Amico      | Morbidelli | +1 giro   |       |
| 16  | Daniele Dall'Olio    | Morbidelli | +1 giro   |       |

### Ritirati
| Pilota                 | Moto       | Motivo ritiro |
| ---------------------- | ---------- | ------------- |
| Ezio Mischiatti        | LGM        |               |
| Maurizio Vitali        | MBA        |               |
| Jean-François Lecureux | Morbidelli |               |
| Richard Schmiederer    | Morbidelli |               |
| Gianpaolo Marchetti    | MBA        |               |
| Patrick Hérouard       | Morbidelli |               |
| Pier Paolo Bianchi     | Minarelli  |               |
| Peter Looijesteijn     | MBA        |               |
| Walter Koschine        | Fantic     |               |
| Stefan Dörflinger      | Morbidelli |               |
| Patrick Plisson        | Morbidelli |               |
| Italo Zerbini          | MBA        |               |
| Harald Bartol          | Morbidelli |               |
| Maurizio Musco         | Morbidelli |               |
| Enrico Cereda          | Morbidelli |               |

### Non qualificati
| Pilota                       | Moto       |
| ---------------------------- | ---------- |
| Jean-Louis Guignabodet       | Morbidelli |
| Jean-Claude Selini           | MBA        |
| Gross                        | Morbidelli |
| Jan Huberts                  | MBA        |
| Ivan Carlo Villini           | Morbidelli |
| Fernando González De Nicolás | Morbidelli |
| Jean-Paul Magnoni            | Morbidelli |
| Claudio Granata              | UFO        |

| Pilota            | Moto       |
| ----------------- | ---------- |
| Fabrizio Frollani | Kreidler   |
| Bruno Vasetti     | Morbidelli |
| Daniel Meyer      | Morbidelli |
| Aldo Pero         | Kreidler   |
| Barry Smith       | Morbidelli |
| Wolfgang Glawaty  | MBA        |
| Michel Baloche    | Morbidelli |

## Classe 50

### Arrivati al traguardo
| Pos | Pilota             | Moto         | Tempo     | Punti |
| --- | ------------------ | ------------ | --------- | ----- |
| 1   | Eugenio Lazzarini  | Kreidler     | 31' 39" 8 | 15    |
| 2   | Rolf Blatter       | Kreidler     | +55" 1    | 12    |
| 3   | Peter Looijesteijn | Kreidler     | +1' 05" 7 | 10    |
| 4   | Aldo Pero          | Kreidler     | +1' 10" 1 | 8     |
| 5   | Hagen Klein        | Hess Spezial | +1' 25" 5 | 6     |
| 6   | Patrick Plisson    | ABF          | +1' 27" 8 | 5     |
| 7   | Massimo Servadio   | UFO          | +1' 29" 7 | 4     |
| 8   | Ingo Emmerich      | Kreidler     | +1' 44" 1 | 3     |
| 9   | Ezio Saffiotti     | Paolucci     | +1' 48" 0 | 2     |
| 10  | Paolo Priori       | Derbi        | +2' 06" 8 | 1     |
| 11  | Wolfgang Müller    | Kreidler     | +2' 07" 3 |       |
| 12  | Luigi Rinaudo      | Tomos        | +2' 36" 3 |       |
| 13  | Bruno Di Carlo     | Kreidler     | +1 giro   |       |
| 14  | Ezio Mischiatti    | Kreidler     | +1 giro   |       |
| 15  | Renzo Fabbri       | Bultaco      | +1 giro   |       |

### Ritirati
| Pilota             | Moto     | Motivo ritiro |
| ------------------ | -------- | ------------- |
| Stefan Dörflinger  | Kreidler |               |
| Angelo Affini      | MTK      |               |
| Günter Schirnhofer | Kreidler |               |
| Gerhard Waibel     | Kreidler |               |
| Silvano Ricchetti  | Kreidler |               |
| Giorgio Paci       | Derbi    |               |
| Alberto Ieva       | Kreidler |               |
| Claudio Lusuardi   | Bultaco  |               |
| Salvatore Milano   | Kreidler |               |
| Sergio Zattoni     | LGM      |               |
| Reiner Scheidhauer | Kreidler |               |
| Reiner Koster      | MBA      |               |
| Jacky Hutteau      | ABF      |               |
| Salvatore Monreale | UFO      |               |
| Guido Mancini      | Iprem    |               |
| Claudio Granata    | UFO      |               |

### Non qualificati
| Pilota               | Moto     |
| -------------------- | -------- |
| Massimo Gramantieri  | Ringhini |
| Walter Rapolani      | Kreidler |
| Enrico Cereda        | UFO      |
| Giorgio Macchiavelli | UFO      |
| Zoran Krstic         | Tomos    |
| Marino Nannetti      | Kreidler |
| Stefan Danielsson    | Kreidler |
| Daniel Corvi         | Kreidler |